# 喬賽亞·羅伊斯
乔赛亚·罗伊斯（Josiah Royce，1855年11月20日—1916年9月14日）是美國实用主义和客观唯心主义哲学家，美國客观唯心主义的開創者，新黑格尔主义以及绝对唯心主义的代表人物之一。喬賽亞·羅伊斯反对唯物主义 。
1849年，乔赛亚·罗伊斯的父母为淘金而移居加利福尼亚州。11岁时，其父母移居旧金山郊区。少年时期，他就对数学感兴趣。1871年進入加州大学伯克利分校就讀英语系，并自学哲学，期間主要阅读约翰·斯图尔特·密尔和赫伯特·斯宾塞的著作。1875年大学毕业后到德国學習一年，期間在格丁根大学和莱比锡大学學習，受教于鲁道夫·赫尔曼·陆宰、威廉·文德尔班等人，並攻读弗里德里希·谢林、阿图尔·叔本华和康德的哲学理論，此時乔赛亚·罗伊斯开始受到德国唯心主义的影响。1876年返美后，乔赛亚·罗伊斯到霍普金斯大学攻读哲学博士学位，並且学习黑格尔哲学。毕业后回到加州大学伯克利分校任英语系讲师，讲授文学、逻辑学和修辞学等。
1885年，他被聘为哈佛大学助理教授。1892年升为正教授。他在哈佛大学执教30余年，直至去世。